# Petra Lindholm
Petra Lindholm, född 1973 i Karis, är en finlandssvensk videokonstnär. 
Petra Lindholm utbildade sig på Svenska Konstskolan i Nykarleby 1994–1996, vid Kungliga Konsthögskolan i Stockholm 1996-2001 och vid Akademie Minerva i Groningen i Nederländerna 1999. Hon hade sin första separatutställning med Only Friends Rush In på Galleri Mejan i Stockholm 2000 och sin första separatutställning i Finland 2001 op Galleri Platform i Vasa. 
Från början var Petra Lindholm inriktad på att göra musik, och har också skapat musiken till de flesta av sina filmkonstverk.
Petra Lindholm fick Maria Bonnier Dahlins stipendium 2001 och tredje pris i Carnegie Art Award 2006 för videoverket Until.
Vintern 2025 visades hennes videoverk Bystanders på Skanstulls tunnelbanestation.

## Media
- Tre år av melankoli- en dokumentärfilm om Petra Lindholm, 2006